# Gwilym Lloyd George, 1. Viscount Tenby
Gwilym Lloyd George of Dwyfor, 1. Viscount Tenby (* 4. Dezember 1894 in Criccieth, Wales; † 14. Februar 1967) war ein britischer Politiker der Liberal Party.

## Biografie
Nach dem Besuch des Eastbourne College studierte Lloyd George, der zweite Sohn des letzten liberalen Premierministers David Lloyd George, am Jesus College der University of Cambridge. Im Anschluss leistete er seinen Militärdienst in der British Army und wurde zuletzt zum Major befördert.
Seine politische Laufbahn begann Lloyd George 1922, als er als Kandidat der Liberal Party erstmals zum Abgeordneten in das House of Commons gewählt wurde und in diesem bis 1924 den Wahlkreis Pembrokeshire vertrat. 1929 wurde er als Vertreter des Wahlkreises Pembrokeshire abermals ins Unterhaus gewählt und gehörte diesem bis 1950 an.
1931 war er erstmals für kurze Zeit Parlamentarischer Staatssekretär im Board of Trade; er bekleidete dieses Amt erneut von 1939 bis 1941. Im Anschluss war er zwischen 1941 und 1942 Parlamentarischer Staatssekretär im Ernährungsministerium. Danach wurde er von Premierminister Winston Churchill als Minister für Benzin und Treibstoffe erstmals ins Kabinett berufen und gehörte diesem bis 1945 an.
Lloyd George wurde 1951 abermals als Liberal-Konservativer ins Unterhaus gewählt und vertrat nunmehr bis 1957 den Wahlkreis Newcastle upon Tyne North. 1951 wurde er als Ernährungsminister außerdem von Premierminister Churchill erneut ins Kabinett berufen. Nach einer Regierungsumbildung wurde er 1954 nicht nur Innenminister (Home Secretary), sondern auch Minister für Wales im Kabinett Churchill. Diese Funktionen bekleidete er auch in der Regierung von Churchills Nachfolger Anthony Eden bis 1957.
Nach seinem Ausscheiden aus dem Unterhaus wurde er 1957 mit dem Titel Viscount Tenby, of Bulford in the County of Pembroke, in den erblichen Adelsstand erhoben. Er gehörte damit bis zu seinem Tode dem House of Lords an. Nach seinem Tod wurde sein ältester Sohn David Titelerbe.
Seine jüngere Schwester Lady Megan Lloyd-George of Dwyfor war ebenfalls langjährige Unterhausabgeordnete für die Liberal Party sowie die Labour Party.